# Brje pri Komnu
Brje pri Komnu – wieś w Słowenii, w gminie Komen. W 2018 roku liczyła 108 mieszkańców.